# Чаруків
Чару́ків — село в Україні, у Луцькому районі Волинської області. Входить до складу Городищенської сільської громади. Населення становить 1163 осіб.

## Історія
Перша згадка про село Чаруків датується 1494 роком.
За часів Російської імперії та Української держави село було адміністративним центром Чаруківської волості Луцького повіту Волинської губернії, у міжвоєнний період — адміністративним центром ґміни Чарукув Луцького повіту Волинського воєводства Польської республіки. Після радянської анексії західноукраїнських земель село було адміністративним центром Чаруківського (Сенкевичівського) району.
19 липня 2020 року в результаті адміністративно-територіальної реформи та ліквідації Луцького району(1940—2020) село увійшло до складу новоутвореного Луцького району.

## Населення
Згідно з переписом УРСР 1989 року чисельність наявного населення села становила 1299 осіб, з яких 602 чоловіки та 697 жінок.
За переписом населення України 2001 року в селі мешкала 1161 особа.

### Мова
Розподіл населення за рідною мовою за даними перепису 2001 року:
| Мова       | Відсоток |
| ---------- | -------- |
| українська | 99,31 %  |
| російська  | 0,60 %   |
| білоруська | 0,09 %   |

## Економіка
- Планується будівництво заводу з переробки та замороження ягід, фруктів та овочів.[5]

## Релігія
- Церква Святої Параскеви П'ятниці, настоятель протоієрей Ігор Скиба

## Пам'ятки археології
На території села відомі наступні пам'ятки археології:
- За селом, серед заболоченої заплави р. Полонки на останці її правого берега  — залишки давньоруського городища. Поруч з ним знаходилось два кургани, в одному з яких виявлене залізне вістря стріли.
- За 0,5 км на північний захід від села, на захід від лінії електропередач та за 150 м на північ від шосейної дороги Луцьк–Львів  — селище давньоруського періоду ХІІ–XIV ст. площею до 2 га. Воно розміщене на видовженому мисі першої надзаплавної тераси правого берега р. Полонки висотою 5–6 м над рівнем заплави.
- На північно-західній околиці села, на схилі правого берега р. Полонки висотою 10–12 м над рівнем заплави  — селище давньоруського періоду ХІІ–ХІІІ ст. площею до 2 га.
- На північній околиці села, за 0,3 км на південний схід від греблі ставу, на північ від лінії електропередач, на схилі правого берега р. Полонки висотою до 10 м над рівнем заплави  — поселення XIV—XV ст. площею до 1 га.
- На північно-східній околиці села, на схилі правого берега р. Полонки висотою 4–6 м над рівнем заплави  — багатошарове поселення тшинецько-комарівської, вельбарської культур і давньоруського періоду XII—XIII ст. площею до 1,5 га.
- За 0,4 км на північний схід від села, на північ від греблі через заплаву річки, на схилі правого берега Полонки висотою 5–6 м над рівнем заплави  — селище давньоруського періоду ХІІ–ХІІІ ст. площею до 2 га.
- За 1,5 км на північний схід від села, в урочищі Верховина, на напівовальному в плані мисі першої надзаплавної тераси правого берега р. Полонки висотою 10–12 м над рівнем заплави  — двошарове поселення тшинецько-комарівської культури і давньоруського періоду ХІІ–ХІІІ ст. площею до 1,5 га. Його сліди зафіксовані за 0,2 км на південь від шосейної дороги, яка сполучає с. Несвіч з автотрасою Луцьк–Львів.
- За 2 км на північний схід від села, на схилі мису першої надзаплавної тераси правого берега р. Полонки висотою 5–6 м над рівнем заплави  — багатошарове поселення тшинецько-комарівської культури, лежницької групи ранньо-залізного часу і давньоруського періоду ХІІ–ХІІІ ст. площею до 1 га.
- За 0,3 км на схід від села, в урочищі Луг, за 0,4 км на північ від шосейної дороги сполученням Луцьк–Львів, на схилі правого берега безіменного струмка (правобічний доплив р. Полонки) висотою до 10 м над рівнем заплави  — двошарове поселення тшинецько-комарівської культури і давньоруського періоду ХІ-ХІІІ ст. площею до 2 га